# Улица Фокина (Санкт-Петербург)
Улица Фо́кина — улица в Выборгском районе Санкт-Петербурга. Проходит от Большого Сампсониевского проспекта до Пироговской набережной.

## История
Первоначальное название Синбатальонная улица известно с 1828 года, дано по находившейся здесь Батальонной слободе, в которой квартировал Батальон Канцелярии от строения домов и садов. С 1836 года носила название Батальонная улица, с 1849 года — Батальонный переулок.
Современное название улица Фокина появилось 28 мая 1979 года, дано в честь Н. С. Фокина (1903—1923), организатора молодёжного движения Выборгской стороны.

## Достопримечательности
- деловой центр «Сампсониевский» (дом 1)
- гостиница «Ланкастер Корт» (дом 3)
- бизнес-центр «Нобель»